# Kamen Kaltschew
Kamen Kaltschew, eigentlich Petyr Matew Kaltschew, (bulgarisch Камен Калчев, * 13. August 1914 in Kereka; † 14. Januar 1988 in Sofia) war ein bulgarischer Schriftsteller.
Er veröffentlichte diverse Romane, aber auch Jugend- und Kinderbücher sowie Reisebeschreibungen. Thematisch befasste er sich zunächst mit der Situation in Bulgarien während des Zweiten Weltkriegs, später mit dem Leben im sozialistisch regierten Bulgarien. Kaltschew thematisierte historische Stoffe wie den Septemberaufstand von 1923 und verfasste autobiografische Werke. Er nutzte auch das Stilmittel von Ironie bis hin zum ironisch-grotesken.
Kaltschew wurde mit dem Dimitroffpreis und als Held der Sozialistischen Arbeit ausgezeichnet.

## Werke (in deutscher Übersetzung)
- Es kam ein Mann aus Jutschbunar (Син на работническата класа, biographischer Roman über Georgi Dimitrow 1949). 
  - deutsche Übersetzung. Kinderbuchverlag, Berlin 1975.
- Zwei in der neuen Stadt (Двама в новия град, Roman 1964). 
  - deutsche Übersetzung: Eduard Bayer. Verlag Volk und Welt, Berlin 1988.
- Sofioter Erzählungen (Софийски разкази, Erzählungen 1967).
  - deutsche Übersetzung. Sofia-Press, Sofia 1970.